# سبنسر (فلم)
سبنسر (بالإنجليزية: Spencer) هو فيلم دراما سيرة ذاتية قادم من إخراج بابلو لاراين وكتابة ستيفن نايت. تدور أحداث الفيلم حول السنوات الأخيرة لحياة ديانا أميرة ويلز التي تقوم بدورها كريستين ستيوارت.

## روابط خارجية
- مقالات تستعمل روابط فنية بلا صلة مع ويكي بيانات

لا توجد روابط لمواقع التواصل الاجتماعي.